# 鱟地
鱟地（英語：Hau Tei）是香港新界荃灣區柴灣角一座小山，是元荃古道的南面起點，現時被荃景圍住宅區和青山公路荃灣段所包圍。相傳，鱟地因其山形似鱟而得名。

## 歷史
鱟地西面大部份山坡屬新界鄧族擁有，佔地362,632平方呎，四周設有地界界石。山上築有新界鄧族三世祖鄧日旭之墓園「半月照潭」，墓地立於北宋開寶年間，是一個風水名穴。 傳統上，新界鄧族會於每年農曆九月十九日拜祭該墓。鱟地除了作為鄧氏祖墳位處地方的土名，亦可見於荃灣天后宮立於清光緒26年的廟碑，以及戰前旅行家黃佩佳的專欄文章中。
1900年代末，有荃灣村民向新界理民府申請在鱟地前的淺灘建屋，鄧族各房因風水問題聯署反對並成功阻止。1910年代末興建的青山公路，走線原跨過墓園後山，經鄧族長老向港督反映後，走線改為更靠近海邊。1923年，有柴灣角村村民於鱟地附近挖泥，鄧族再向新界理民府交涉，最終政府於1927年容許鄧族購置墓園周邊的土地，以阻止他人建墳、建屋，又不準在墓前建高樓。
1950年代，香港政府在鱟地前的海灣填海，以發展柴灣角工業區。鄧族極力反對，最終與政府達成協議，於墓前劃出一條風水廊，並不可建高樓。唯至1970年代末，工廠區內的四層高工廠紛紛重建成高層工廈。1964年，政府計畫收回墓園東面和南面近二萬平方呎土地作築路發展，遭鄧族極力反對。1960年代末，地鐵荃灣線在早期規劃時曾包括在荃景圍設立荃灣西站，亦因鄧族反對而無疾而終。
1960年代中，荃灣沙咀楊屋村清拆作都市化發展，政府以鱟地命名其中一條新街道，是為鱟地坊，現建有一個有蓋小販市場。
鱟地崗前的青山公路荃灣段原是新界環迴公路最後一段未興建的預留路段，當中的道路擴闊工程需徵收墓園少量土地，鄧族一直反對該計劃。政府於1997年修改計劃，協議遷移墓園大門兩條石柱（立於1894年，在興建青山公路時遷到現址），削走鱟地部份山坡，使該段象鼻山路最終得以於2007年落成通車。